# Фарамарз Масрур
Фарамарз Масрур Масали (тал. Fərəmərz Məsrur; род. 1945 год, с. Оласабыланга, г. Масал, провинция Гилян, Иран — 9 января 2012 год, г. Масал, Исламская Республика Иран) — талышский поэт, писатель, преподаватель, лингвист, фольклорист, каллиграф.

## Биография
Фарамарз Масрур родился в месте Оласабыланга около города Масал, провинции Гилян, в Иране и провёл детство среди нетронутой природы красивых талышских гор. Начальное образование получил в одной из в школ города Масала. После окончания средней школы он много лет изучал богословские науки и в 1970 году получил диплом о религиозном образовании, а позднее получил диплом толкователя и философа исламских наук. Продолжая образование получил диплом в городе Кум в Хузайском центре исследований научно-религиозных наук.
С 1972 года начал работать учителем в школах талышского региона. Позже в институте искусств в Тегеране обучался театральному искусству, искусству каллиграфии и живописи. А развитием полученных знаний занялся уже в родном городе Масале. Свой поэтический псевдоним «Масрур Масали» взял от названия родного города Масал. Ровно после 70 лет отсутствия взаимоотношений, в мае 1992 года, Фарамарз Масрур одним из первых восстановил национально-культурный мост со своими соотечественниками, живущими в Азербайджане — талышами.
Умер 9 января 2012 года в родном городе Масал, Исламской Республики Иран.

## Творчество
Фарамарз Масрур является одним из самых известных поэтов талышей, который продолжал сочинять стихи наряду с работой учителя и стал лидером среди талышских поэтов в регионе. Он создавал поэзию, как на талышском так и на персидском языках. Является автором десятков научных и литературных произведений, сотен научных, религиозных и литературных трактатов.
Наивысшего успеха и популярности получила поэма «Һындылә пешт», которую можно считать первой поэмой среди талышей Ирана на талышском языке. В поэме автор обращается к своим родным местам, к одной из гор и приглашает её послушать переживания поэта. «Һындылә пешт» это название горы к которой обращается автор, надо сказать, что данная гора среди талышей считается мистическим местом, является пиром (святым местом). Автор рассказывает горе «Һындылә пешт» о своём детстве в родных местах, о взрослении; повествует о талышах и их жизни в этих местах, о символах и традициях талышей. Далее описывает свою грусть, печаль, сложность жизни. В конце поэмы автор благодарит гору, что выслушала его и желает своему народу радости и хорошей жизни: 
| “Talışə bırayen həməqi şad bıbon Hərçı ğəm-o ğırsəko azad bıbon“ | "Талышские братья будьте радостны И от горя и печали свободны" |
| ---------------------------------------------------------------- | -------------------------------------------------------------- |

Поэму «Һындылә пешт» Фарамарз Масрур написал в 1971 году, а в печать она вышла в 1973 году. Часть стихотворений поэта - это воплощение национальных и эпических героев, таких как Мирза Кучек Хан Джангали.